# Cladoselache
Cladoselache – rodzaj wymarłych morskich ryb chrzęstnoszkieletowych z podgromady spodoustych żyjących w późnym dewonie.

## Budowa
Z powodu chrzęstnej budowy szkieletu w miarę kompletnie zachowane szkielety ryb chrzęstnoszkieletowych zachowują się bardzo rzadko. Cladoselache stanowi pod tym względem wyjątek, gdyż znanych jest kilka całkowicie zachowanych szkieletów tego taksonu, w dodatku z zachowanymi odciskami tkanek miękkich i zarysem ciała. Dlatego jest on jednym z najlepiej poznanych kopalnych rekinów ery paleozoicznej. Osiągał 1,5 m długości, posiadał wydłużone ciało, pięć łuków skrzelowych, duże płetwy piersiowe, a małe brzuszne i dwie płetwy grzbietowe. Płetwa ogonowa symetryczna, choć ogonowy odcinek kręgosłupa wchodzi do górnego jej płata. Ma jeden kolec płetwowy występujący przed przednią płetwą grzbietową. Korony zębów posiadają kilka niejednakowej wysokości wierzchołków, z dominującym środkowym.

## Zasięg wiekowy
Późny dewon.

## Występowanie
USA

## Tryb życia
Zasiedlał pelagiczne strefy morza, prowadząc tryb życia drapieżnika.